# Aldo Parecchini
Aldo Parecchini (Nave, 21 de desembre de 1950) és un ciclista italià, ja retirat, que fou professional entre 1973 i 1980. El 1972, com a ciclista amateur, va disputar la cursa en línia dels Jocs Olímpics d'Estiu de Múnic. El seu principal èxit esportiu fou una victòria d'etapa al Tour de França de 1976.

## Palmarès
- 1970
  -  Campió d'Itàlia amateur
- 1971
  -  Campió d'Itàlia amateur
  - 1r a la Targa Crocifisso
- 1972
  - 1r a la Milà-Busseto
  - 1r a la Montecarlo-Alassio
- 1976
  - Vencedor d'una etapa al Tour de França
- 1977
  - 1r a Pietra Ligure
- 1978
  - Vencedor d'una etapa al Giro della Puglia

### Resultats al Tour de França
- 1974. 97è de la classificació general
- 1976. Abandona (8a etapa). Vencedor d'una etapa

### Resultats al Giro d'Itàlia
- 1973. 91è de la classificació general
- 1975. Abandona (8a etapa)
- 1976. 73è de la classificació general
- 1977. 104è de la classificació general
- 1978. Abandona (15a etapa)
- 1979. 71è de la classificació general
- 1980. Abandona (10a etapa)